# Dąbie nad Nerem (stacja kolejowa)
Dąbie nad Nerem – jedna ze stacji kolejowych na magistrali węglowej w Wiesiołowie, w gminie Dąbie (powiat kolski). Duża liczba torów stacyjnych. W grudniu 2008 r. kursowały przez Dąbie dwie pary pociągów osobowych relacji Zduńska Wola-Kutno (w Ponętowie zjeżdżały na linię nr 3 łącznicą Ponętów – Zamków), natomiast z Inowrocławia na południe uruchomiono tylko jedną parę pociągów Inowrocław – Babiak. Pomiędzy Babiakiem a Ponętowem ruch pociągów regionalnych zniknął.
Trzy tygodnie później skrócono bieg pociągów do Kutna i pozbawiony obsługi został także odcinek Kraski – Ponętów.